# Masculinitat hegemònica
En el camp dels estudis de gènere, la masculinitat hegemònica és una part de la teoria d'R.W. Connell sobre l'ordre del gènere, la qual reconeix múltiples masculinitats que són canviants. Depenent del temps, la cultura i l'individu. És una forma d'expressar el gènere masculí, la més acceptada a la societat. La masculinitat hegemònica es defineix com la pràctica que legitima la posició dominant dels homes poderosos en la societat i justifica la subordinació de la dona i d'aquells homes no estereotipats o transgressors.

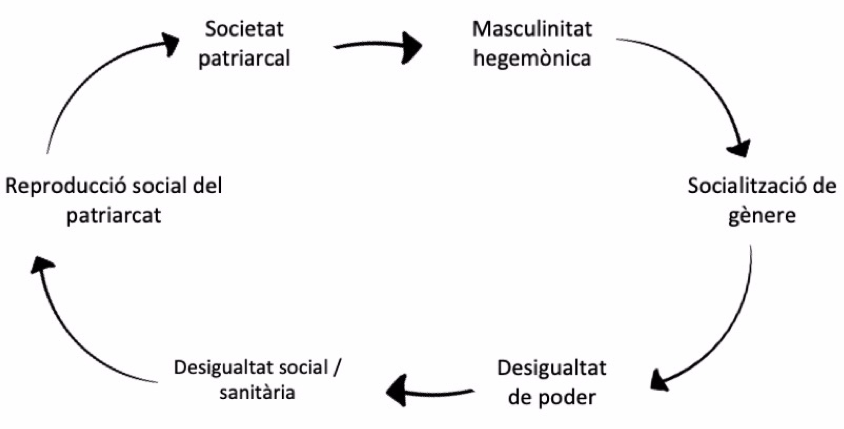
Patró cíclic que com la masculinitat hegemònica es produeix, reprodueix i perpètua en la societat.

Hi ha algun consens amb relació a les característiques i definició que donem sobre masculinitat hegemònica. Els ideals són els d'home vist com a heroi de pel·lícules, llibres o esdeveniments esportius. En aquesta societat i en el moment històric que vivim, la masculinitat dominant o hegemònica implica ser home blanc i heterosexual. Tot i això hi ha molts homes que no viuen ni entren dins aquests tòpics però sí que se'n beneficien de la seva existència i en són còmplices.

## Concepte
El concepte hegemonia es refereix a la dinàmica cultural en la qual un grup exigeix i sosté una posició de lideratge en el context social. La masculinitat hegemònica doncs, ens porta a legitimar el patriarcat fent que la posició dominant sigui la dels homes, i la de subordinació les dones.
En totes les societats hi ha diferents registres culturals de gènere, però no totes tenen desenvolupat el concepte de masculinitat. L'ús modern d'aquesta paraula ens porta a una conducta concreta, la qual ha estat associada a aquest concepte. Es tracta de persones que no mostren sentiments de debilitat, en tot moment actuen amb seguretat i confiança, han de ser triumfadores i fortes físicament.

## Orígens
El concepte de Masculinitat Hegemònica va ser proposat per primera vegada fa dues dècades per la sociòloga australiana Raewyn Connell. El concepte es popularitza després d'aparèixer en els informes d'un estudi de camp sobre la desigualtat social en els instituts australians; en una discussió conceptual relacionada amb la creació de les masculinitats i les vivències dels cossos dels homes; i en un debat sobre el paper dels homes Australians en la política laboral. El projecte de l'institut va proporcionar evidències empíriques sobre múltiples jerarquies, tant en el gènere com en les classes socials, entrellaçades amb projectes sobre la construcció de gènere.
Aquests inicis es van sistematitzar en un article, "Cap a una nova Sociologia de la masculinitat", que s'encarregava de criticar de forma extensa, la literatura del "rol sexual masculí" i va proposar un model de masculinitats múltiples i relacions de poder. A la vegada, aquest model va ser integrat en una teoria sociològica de gènere. Les sis pàgines resultants del llibre Gènere i Poder (Connell et al.1982) que parlen de la masculinitat hegemònica i la feminitat emfatitzada, es van convertir en la font més citada amb relació a la masculinitat hegemònica.
El que va sorgir de tot això a mitjans dels anys vuitanta era una semblança, en termes de gènere, de la investigació de l'estructura de poder en la sociologia política, enfocant l'atenció en un grup dominant. La masculinitat hegemònica es va deixar entendre com els patrons de pràctica que permetien que la dominació dels homes sobre les dones continués.
La masculinitat hegemònica es va distingir de les altres masculinitats, especialment masculinitats subordinades. No s'assumia la masculinitat hegemònica com a normal en el sentit estadístic; només una minoria dels homes podia fer-la efectiva. Però era clarament normativa. Encarnava la forma actual més elevada de ser home, això requeria que la resta d'homes es posicionessin amb relació a aquesta masculinitat, i ideològicament legitimava la subordinació global de la dona.

## Aplicacions
El concepte Masculinitat hegemònica troba un ús immediat. Al final dels anys vuitanta i principis dels noranta, la investigació sobre els homes i la masculinitat es consolidava en l'àmbit acadèmic, recolzat per una sèrie de conferències, publicacions en llibres de text i diverses revistes i una agenda de recerca en expansió ràpida a través de les ciències socials i de la humanitat.
El concepte es va utilitzar en els estudis educatius per comprendre la dinàmica de la vida a l'aula, incloent-hi patrons de resistència i intimidació entre els infants. Es va utilitzar per estudiar les relacions amb el currículum i les dificultats de la pedagogia neutra per gènere.
Es va utilitzar també, com a exemple, per entendre les estratègies dels professors com a instructors d'educació física (Skeleton, 1993) i amb relació a aquest tema, més tard se n'han fet altres estudis com la publicació Inactive student thinking on their negative experiences in physical educationː discourses of performance, healthism and hegemonic masculinity.
El propòsit d'aquest estudi és l'anàlisi del pensament dels estudiants inactius sobre les seves experiències negatives en l'assignatura d'educació física i els discursos socials associats a aquestes. El grup d'estudi, format per set estudiants de Batxillerat, quatre nois i tres noies, classificats com inactius en una fase d'investigació prèvia, van participar en entrevistes semiestructurades. De l'anàlisi temàtic de les experiències negatives explicades per l'alumnat en van resultar quatre temes d'investigacióː
El primer mostrava com els estudiants inactius pateixen les conseqüències d'algunes classes i de les avaluacions orientades al professorat que valoren el rendiment físic, especialment als nois i les noies obesos amb baixa competència.
El segon reflectia el discurs de la masculinitat i la importància de la salut en les expectatives i valoracions del professorat cap al seu alumnat, sobretot en tots aquells mediatitzats per possibles prejudicis corporals.
El tercer tema s'ocupava dels sentiments d'incomoditat i vergonya que vivien les noies a l'hora d'exposar els seus cossos i la seva pobre habilitat o rendiment davant les mirades de superioritat dels seus professors i companys nois.
El quart mostrava el menyspreu, la marginació i la burla experimentada per l'alumnat obès i amb baixa competència i rendiment físic per part dels seus companys de classe. Aquest conjunt d'experiències negatives dels estudiants inactius augmenta la desafecció cap a l'activitat física i l'assignatura, precisament entre aquells que més ho necessiten.
L'estudi fa doncs la crítica, de què és essencial que el professorat reflexioni en profunditat i faci front als discursos hegemònics que poden aparèixer en les seves classes i que poden aportar conseqüències negatives al seu alumnat.
El concepte va tenir també, influència en la criminologia. Totes les dades reflecteixen que els homes i nens perpetuen més delictes convencionals que les dones i nenes. A més els homes tenen un monopoli virtual en la comissió de delictes relacionats amb el crim organitzat i de guant blanc.
El concepte de masculinitat hegemònica va ajudar a teoritzar la relació entre les masculinitats i entre una varietat de delictes (Messerschmidt 1993) i també va ser utilitzat en estudis sobre crims específics comesos per nens i homes, com la violació a Suïssa, l'assassinat a Austràlia, el "hooliganisme" al futbol i la delinqüència de coll blanc a Anglaterra i la violència agressiva als Estats Units (Newburn and Stanko 1994).
Aquestes són algunes de les moltes aplicacions que ha tingut el concepte masculinitat hegemònica.

## Rols de gènere
Dins la societat que hem construït, tant les dones com els homes, tenen un paper establert i uns rols que han de seguir per ser considerats com a tal i encaixar socialment.
Com a conseqüència, els homes són educats amb valors com la fortalesa, la confiança, la invulnerabilitat, per ser forts, o simplement rebutjar qualsevol manera de fer que tingui a veure amb actituds considerades femenines.
Les dones també han estat educades i estereotipades amb valors com la debilitat, la dependència, la sensibilitat i el tacte, la tendresa, i en general destaquen per la gestió molt més visible de les emocions.
Això porta a titllar de masculines algunes dones pel simple fet de tenir interès o practicar quelcom que, socialment, està acceptat que ho duguin a terme els homes. O també passa al contrari amb els homes femenins, els quals duen a terme activitats o actituds que estereotipadament nomes durien a terme les dones. Per això és molt important canviar la visió i eliminar aquests rols de gènere que diuen com hem de ser.

## Conseqüències de la masculinitat hegemònica
Al llarg de la història, la dona ha estat invisibilitzada en molts moments. En els darrers anys, s'ha lluitat perquè això canvies i ha sigut quan el feminisme s'ha desenvolupat més. Tot i això, encara queda molt camí per recórrer, ja que encara no estem en total igualtat. Trencant el silenci, és quan aconseguirem que les dones agafin poder i així que disminueixi el nombre de dones afectades.
Existeix la Llei de violència domèstica, delictes i víctimes que regularitza els abusos, l'assetjament i l'assalt, tot i això el nombre de víctimes per violència de gènere no fa més que augmentar mensualment a Espanya. Una de cada tres dones a tot el món ha patit alguna forma d'abús sexual i/o d'assetjament al món. De la mateixa manera, existeix una legislació que permet la igualtat entre dones i homes. Aquesta prescriu que: les dones i els homes cobrin el mateix per la mateixa feina realitzada, que tinguin el mateix accés a l'ocupació.
Tot i totes aquestes regularitzacions de l'estat, les dones segueixen cobrant menys que els homes i no estan promogudes.

## Exemples
En haver creat socialment un concepte de masculinitat i tenir una definició al cap de com ha de ser un home per complir amb els requisits que això comporta, un dels marcs d'estudi més fàcils d'analitzar són els mitjans de comunicació. Allà hi trobem personatges com John Wayne, Humphrey Bogart, Clint Eastwood, o gèneres cinematogràfics com les pel·lícules policials o els thrillers, on sempre hi ha homes forts, capaços d'afrontar tota situació que requereixi valentia.